# Air-New-Zealand-Flug 901
Air-New-Zealand-Flug 901 war ein Rundflug über der Antarktis, der am 28. November 1979 aufgrund von Navigationsproblemen mit einem schweren Flugunfall endete. Bei dem „Controlled flight into terrain“ kamen alle 237 Passagiere und die 20 Besatzungsmitglieder ums Leben.
Die Fluggesellschaft Air New Zealand führte ab Februar 1977 mit Flugzeugen vom Typ McDonnell Douglas DC-10-30 vom neuseeländischen Flughafen Auckland aus Rundflüge über der Antarktis durch. Der Unfallflug, bei dem das Flugzeug gegen den Mount Erebus stieß, einen Vulkan auf der antarktischen Ross-Insel, war der 14. dieser Rundflüge.
Die ursprüngliche offizielle Untersuchung wies die alleinige Verantwortung an dem Unfall dem Flugkapitän zu. Er habe sich dazu entschieden, unterhalb der vorgeschriebenen Mindesthöhe zu fliegen, obwohl die Crew die Position des Flugzeugs nicht genau habe bestimmen können. Eine von der neuseeländischen Regierung eingesetzte Untersuchungskommission sah die Hauptschuld hingegen bei der Fluggesellschaft, die es versäumt habe, den Piloten eine entscheidende Änderung der im Navigationscomputer gespeicherten Flugroute mitzuteilen – der neue Kurs führte genau auf den Mount Erebus zu – und es zudem unterlassen habe, die Flugbesatzung angemessen auf Flüge unter antarktischen Bedingungen vorzubereiten.

## Hintergrund

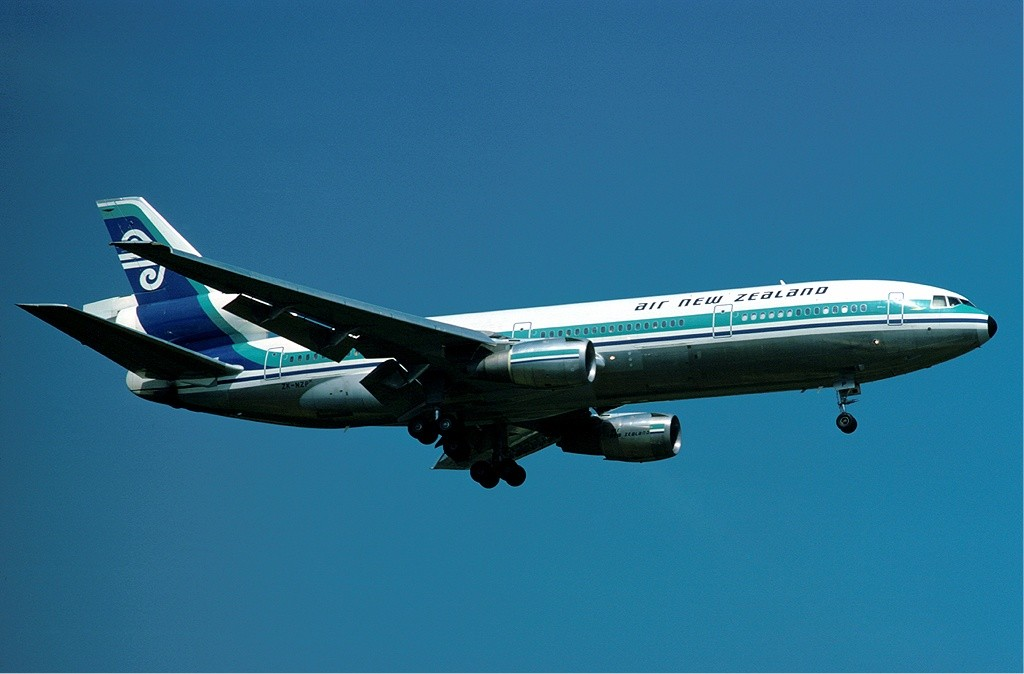
Die verunglückte Maschine ZK-NZP über dem Flughafen London-Heathrow, 1977

Der Flug war als einzigartige Sightseeing-Gelegenheit beworben worden, bei der ein erfahrener Antarktis-Reisender über die Lautsprecheranlage des Flugzeuges die Reisenden auf die überflogene Landschaft und erkennbare Landmarken hinweisen werde. Der Flug führte in relativ niedriger Höhe über den McMurdo-Sund und sollte am selben Tag nach Neuseeland zurückkehren. Der Mount Erebus, an dem das Flugzeug verunglückte, befindet sich östlich des Transantarktischen Gebirges, rund 3000 km südlich der Auckland Islands.
Personen wie Edmund Hillary, einer der beiden Erstbesteiger des Mount Everest, hatten auf früheren Flügen als Führer fungiert. Hillary war auch für den verunglückten Flug vorgesehen, musste aber wegen anderer Verpflichtungen absagen. Sein damals 52 Jahre alter langjähriger Freund und Klettergefährte Peter Mulgrew sprang für ihn ein und verstarb bei dem Absturz.
Bei diesen Flügen war das Flugzeug in der Regel nur zu 85 % ausgebucht, da die innenliegenden Sitze nicht besetzt wurden. Am Tag des Unfalls wurde der Flug mit einer DC-10-30 mit dem Luftfahrzeugkennzeichen ZK-NZP durchgeführt. Das Flugzeug war im Dezember 1974 an Air New Zealand ausgeliefert worden. Das Bordbuch der Maschine, die sonst auf Langstreckenflügen eingesetzt wurde, war bis dahin ohne Beanstandungen.

## Flugunfall

### Umstände vor dem Abflug

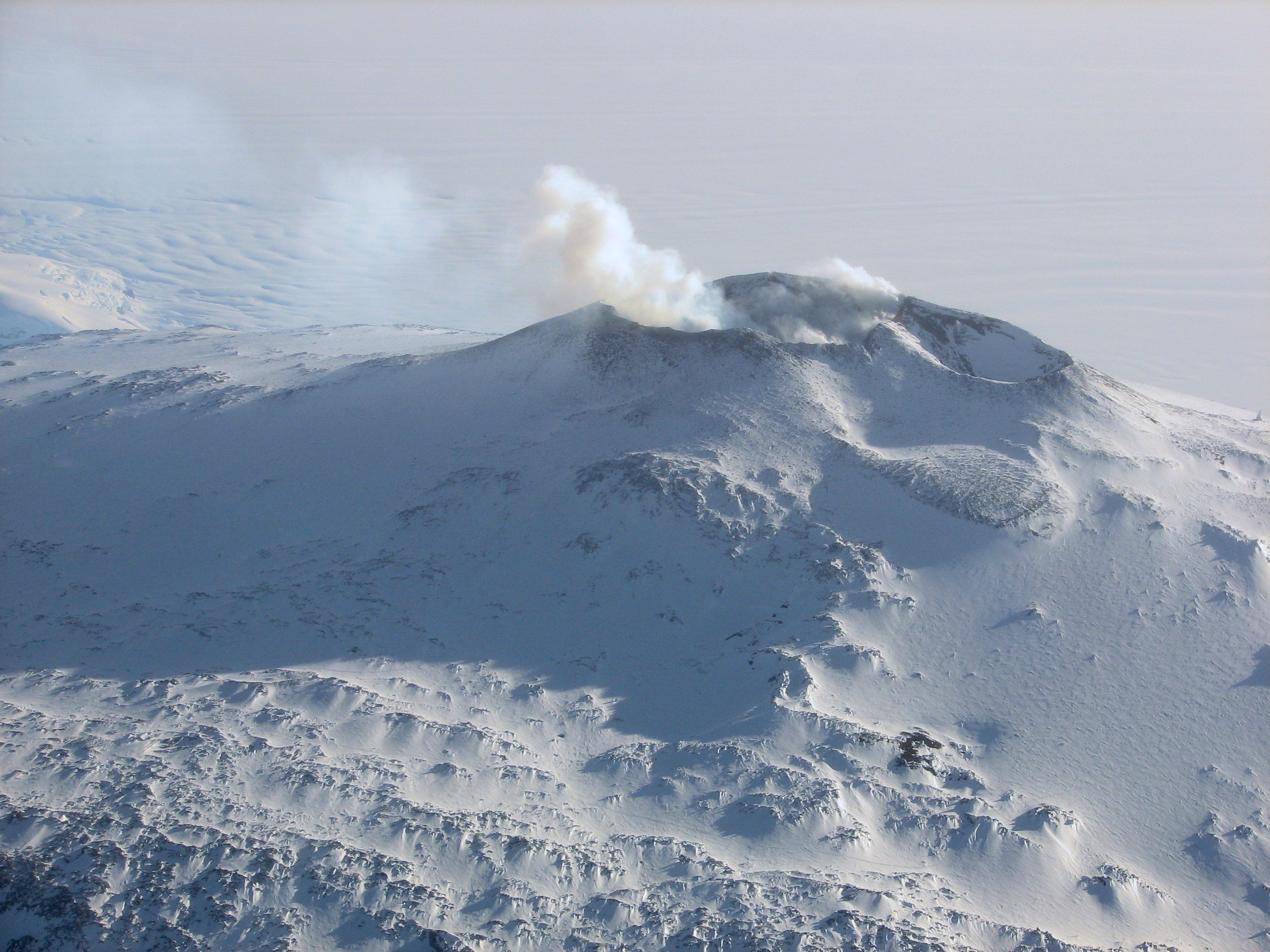
Mount Erebus (2005)

Flugkapitän Thomas James „Jim“ Collins (45) und Erster Offizier Gregory Cassin (37) waren zuvor nicht in der Antarktis geflogen. Sie waren jedoch erfahrene Piloten, und der Flug galt nicht als schwierig. Am 9. November 1979, 19 Tage vor dem Abflug, nahmen beide Piloten an einem Briefing teil, bei dem sie ein Exemplar der Flugpläne früher durchgeführter Flüge auf dieser Strecke erhielten.
Flugkapitän Collins wusste jedoch zur Zeit des Briefings nicht, dass die in Air New Zealands Zentralcomputer eingegebenen Flugkoordinaten von der Strecke abwichen, die 1977 von der Zivilluftfahrtabteilung des neuseeländischen Verkehrsministeriums genehmigt worden war. Die genehmigte Flugstrecke verlief von Cape Hallett zum ungerichteten Funkfeuer (NDB) McMurdo. Unglücklicherweise verlief diese Trasse fast genau über den 12.448 Fuß (rund 3797 m) hohen Mount Erebus.
Der Ausdruck der im Computersystem gespeicherten Flugkoordinaten bei dem Briefing vom 9. November ergab jedoch eine weiter westlich liegende Flugroute, etwa in der Mitte des breiten McMurdo-Sunds, bei der der Mount Erebus etwa 27 Seemeilen weiter östlich gelegen hätte. Bei der Mehrheit der zuvor durchgeführten Flüge wurden genau diese Flugkoordinaten in den Navigationscomputer des Flugzeuges (Trägheitsnavigationssystem) eingegeben und anhand dieser Daten der Flug zum McMurdo-Sund durchgeführt, ohne dass man bemerkte, dass diese Route nicht mit der vom Ministerium genehmigten Strecke übereinstimmte.
Ein Pilot eines der früheren Flüge am 14. November stellte fest, dass die Koordinaten des McMurdo-TACAN-Funkfeuers (etwa fünf Kilometer östlich des McMurdo NDBs) und des Wegpunktes, den die Crew in den Bordcomputer eingegeben hatte, überraschend weit auseinanderlagen. Nach dem Flug meldete der Pilot die Abweichung der Positionen der Navigationsabteilung der Fluggesellschaft und riet zur Korrektur. Aus Gründen, die umstritten sind, änderten die Navigatoren der Fluggesellschaft daraufhin die Navigationsdaten im Zentralcomputer, obwohl diese Koordinaten ebenfalls nicht mit der genehmigten Flugroute übereinstimmten.
Die Änderung der Koordinaten im Zentralcomputer erfolgte etwa um 01:40 Uhr Ortszeit des Tages, an dem der Unfallflug startete. Für die Katastrophe war entscheidend, dass die Besatzung von Flug 901 über die Änderung nicht informiert wurde. Der Flugplanausdruck, den die Besatzung vor dem Start erhielt und anhand dessen sie die Eingaben in den Bordcomputer durchführte, stimmte nicht mit den Flugplandaten überein, die die Besatzung während des Briefings am 9. November erhielt, und passte nicht zu den Markierungen, die Kapitän Collins auf einer Karte am Abend vor dem Abflug eingetragen hatte. Der wichtigste Unterschied lag darin, dass die Flugkoordinaten des Briefings dem Mount Erebus eine Lage viel weiter östlich gaben und der Kurs, den die Besatzung in den Bordcomputer eingab, direkt über den Berg führte. Er musste zur Kollision führen, falls man auf diesem Teil des Fluges in einer Flughöhe von weniger als 13.000 Fuß fliegen würde.
Während der Annäherung an den McMurdo-Sund sank das Flugzeug in einem achtförmigen Flugmanöver durch eine Lücke in der Wolkendecke, um einerseits nach Sicht zu fliegen und andererseits den Passagieren eine bessere Sicht zu ermöglichen. Die Wolkenunterdecke wurde später auf eine Höhe von 2000–3000 Fuß (etwa 600–900 m) geschätzt. Bei der Untersuchung wurde festgestellt, dass die Piloten die Sicherheitsflughöhe (MSA) entweder nicht kannten oder sie ignorierten. Bilder und Presseberichte von früheren Flügen zeigten, dass bei vielen dieser Flüge unterhalb der MSA geflogen worden war. Außerdem war in den Briefings zu früheren Flügen ein Sinken in niedrigere Flughöhe autorisiert worden, falls sie von der Flugverkehrskontrolle der McMurdo Station freigegeben wurde. Da die US-amerikanischen Fluglotsen annahmen, Flug 901 werde demselben Kurs folgen wie frühere Flüge über dem McMurdo-Sund, gaben die Fluglotsen unter Berücksichtigung der vorher von Air New Zealand eingereichten Flugroute einen Sinkflug auf 1500 Fuß frei.
Die Aufzeichnungen des Cockpit Voice Recorders (CVR) der letzten Minuten vor dem Aufprall auf Mount Erebus deuten darauf hin, dass die Cockpit-Crew glaubte, sie fliege mit deutlichem Abstand westlich des Mount Erebus über dem McMurdo-Sund und dass das Ross-Schelfeis am Horizont zu sehen sei. Tatsächlich flogen die Piloten direkt auf den Berg zu. Obwohl die Crew zu dem Zeitpunkt damit beschäftigt war, sichtbare Landmarken zu identifizieren, bemerkte sie zu keinem Zeitpunkt, dass sich der Berg direkt vor ihnen befand. Ungefähr sechs Minuten nach der Beendigung eines Sinkfluges in guten Sichtverhältnissen mit einer Sichtweite von mindestens 37 km kollidierte Flug 901 in einer Höhe von etwa 1500 Fuß (460 m) mit dem Mount Erebus.

### Änderungen der Koordinaten und Abflug
Collins und Cassin gaben die Reisekoordinaten in den Bordcomputer des Flugzeuges ein, bevor sie mit dem Flugzeug um 8:21 Uhr Ortszeit in Neuseeland (19:21 Uhr UTC) am 27. November vom Flughafen Auckland abhoben. Die errechnete Ankunftszeit für die Rückkehr war 18:09 Uhr Ortszeit. Da ohne Kenntnis der Piloten die Koordinaten einige Stunden vor dem Abflug geändert worden waren, um den Fehler zu korrigieren, der sich einige Jahre zuvor eingeschlichen hatte, verlief der Flug etwa 45 km weiter östlich, als die Piloten eigentlich fliegen wollten.
Etwa vier Stunden nach dem Start war das Flugzeug etwa 70 km von McMurdo Station entfernt. Die dortige Funkzentrale genehmigte den Piloten ein Sinken auf 10.000 Fuß (3050 m) und die Fortsetzung des Fluges nach Sichtflugregeln. Die Flugsicherheitsbestimmungen erlaubten damals Passagierflügen nicht, in einer Flughöhe von weniger als 6000 Fuß (1830 m) zu fliegen, auch nicht unter guten Wetterbedingungen.

### Kollision mit dem Mount Erebus

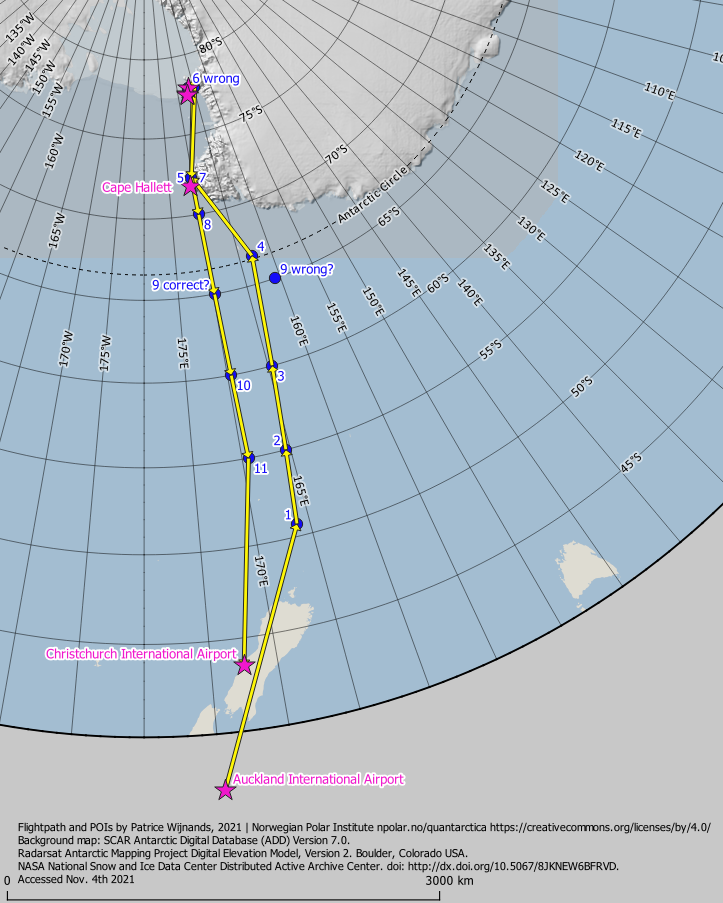
Übersicht über die geplante Route von Neuseeland in die Antarktis (nach Süden, in der Karte nach oben, die Karte ist nicht genordet). Die Navigationspunkte sind nummeriert nach ihrer Reihenfolge. Nach der Liste finden sich im 9. und 11. Navigationspunkt weitere Unterschiede, die möglicherweise nur auf Schreibfehler in diesem Bericht zurückzuführen sind.

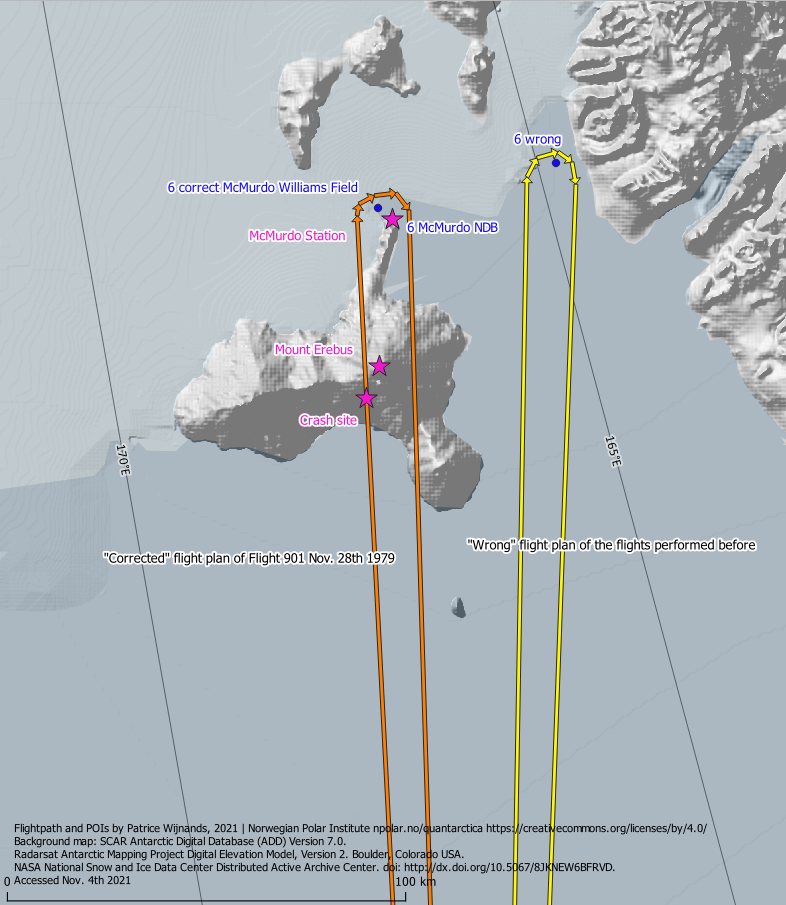
In gelb die Route, die die Piloten dachten zu fliegen, in orange die wirkliche Route, weil der 6. Navigationspunkt ohne ihr Wissen korrigiert worden war.

Collins teilte McMurdo Station mit, dass er auf 2000 Fuß (610 m) sinke, wo er von Handsteuerung auf automatische Steuerung umschaltete. Zu dem Zeitpunkt befand sich am McMurdo-Sund eine Wolkenschicht, deren Farbe mit dem Weiß des schneebedeckten Vulkans verschmolz, sodass ein sogenannter sector whiteout entstand – es gab keinen Kontrast zwischen den Wolken und dem Berg, der die Piloten hätte warnen können. Der Effekt führte die Besatzung in die Irre; diese glaubte, dass das Weiß der Bergflanke das entfernt liegende Ross-Eisschelf sei, das sich vor der Küste der Antarktis in dieser Gegend befindet. Dieser Effekt war damals selbst unter erfahrenen Polarfliegern kaum bekannt. Air New Zealand hatte kein Training für Piloten durchgeführt, das sich mit diesem Phänomen befasste. Folglich glaubte die Crew, sie fliege über dem McMurdo-Sund, obwohl sie tatsächlich über der Lewis Bay direkt auf Mount Erebus zuflog.
Um 12:49 Uhr gab das Ground Proximity Warning System Alarm, weil sich das Flugzeug gefährlich nahe am Boden befand. Kapitän Collins reagierte sofort, konnte das Flugzeug aber nicht mehr um den Berg herumsteuern, sodass es sechs Sekunden später an der Flanke des Berges zerschellte, wodurch alle an Bord sofort getötet wurden. Der Pilot zog nicht etwa notfallmäßig extrem am Steuerhorn, um die Maschine nach oben zu ziehen, sondern hob die Nase des Flugzeuges lediglich um 15°, wie er es im Training geübt hatte. Dies deutet darauf hin, dass die Besatzung selbst unmittelbar vor dem Aufprall das Weiß des Berges nicht als Hindernis erkannte. Der größte Teil des Flugzeuges wurde in viele kleine Stücke zerrissen, mit Ausnahme des Leitwerks. Das vom sich entzündenden Kerosin ausgebrannte Trümmerfeld war 600 Meter lang. Wrackteile versanken im schmelzenden Eis, das später wieder gefror.
Von der McMurdo-Station aus wurde nach dem Crash versucht, mit dem Flugzeug Kontakt aufzunehmen, und die Zentrale von Air New Zealand in Auckland informiert, dass die Kommunikation mit dem Flugzeug abgebrochen sei. Such- und Rettungsmannschaften wurden in Bereitschaft versetzt.

### Suche und Entdeckung des Wracks
Um 13 Uhr veröffentlichte die United States Navy einen Situationsbericht, in dem festgestellt wurde:

„Air-New-Zealand-Flug 901 hat Funkübertragungen nicht bestätigt. … Ein Flugzeug LC-130 und zwei Hubschrauber UH-1N bereiten sich zum Abheben zu SAR-Bemühungen vor.“

Um 15:43 Uhr wurden Wetterdaten zum Situationsbericht hinzugefügt. Demnach betrug die Sicht rund 65 km. Inzwischen waren sechs Flugzeuge gestartet, um das vermisste Flugzeug zu suchen.
Um 22 Uhr – etwa eine halbe Stunde, nachdem Flug 901 der Treibstoff ausgegangen wäre – teilte Air New Zealand der Presse mit, dass das Flugzeug vermutlich verunglückt sei. Rettungsmannschaften suchten entlang der angenommenen Flugroute. Um 00:55 Uhr sichtete die Besatzung eines Flugzeuges der United States Navy zunächst nicht identifizierte Trümmerteile an der Flanke des Mount Erebus. Überlebende wurden nicht ausgemacht. Zwanzig Stunden nach dem Aufprall gelang es Hubschraubern mit Rettungsmannschaften an der Seite des Berges zu landen. Es wurde bestätigt, dass keine der 257 Personen an Bord von Flug 901 überlebt hatte. Die Fundstelle des Flugzeuges lag in etwa 445 m Höhe.
| Neuseeland             | 200 |
| Japan                  | 024 |
| Vereinigte Staaten     | 022 |
| Vereinigtes Königreich | 006 |
| Kanada                 | 002 |
| Australien             | 001 |
| Frankreich             | 001 |
| Schweiz                | 001 |

Es erfolgten umfangreiche Bemühungen zur Bergung der Leichen, was teilweise auf japanischen Druck hin erfolgte, da 24 Fluggäste japanische Staatsbürger waren. Die Bergung dauerte bis zum 9. Dezember 1979. Teilweise waren am Unfallort bis zu 60 Personen eingesetzt. Das Seitenleitwerk war nach dem Aufprall weitgehend intakt geblieben. Die Leichen und einzelne Teile des Flugzeuges wurden auf dem Luftweg nach Auckland gebracht. Die sterblichen Überreste von 44 Opfern konnten nicht identifiziert werden; für sie fand am 22. Februar 1980 ein gemeinschaftliches Begräbnis statt.

## Operation Overdue 1979
Ein Team neuseeländischer Polizisten und ein Team der Bergwacht wurden mit einer C-130 Hercules der No 40 Squadron zur Scott Base im McMurdo-Sund geflogen.
Die Identifizierung der sterblichen Überreste der Passagiere dauerte etliche Wochen und wurde von 60 Gerichtsmedizinern, Zahnärzten und Polizisten durchgeführt. Das Team zur Bergung der Leichen wurde von Jim Morgan geleitet, der die Daten sammelte und später einen Bericht über die Bergungsaktion verfasste. 213 Leichen (rund 83 Prozent) konnten identifiziert werden, manchmal nur durch einen Fingerabdruck oder durch einen Schlüsselbund in der Kleidung.

„Die Tatsache, dass wir alle etwa eine Woche in polartüchtigen Zelten kampierten, inmitten von Wrackteilen und Leichen und dabei rund um die Uhr arbeiteten, sagt eigentlich alles. Wir teilten die Männer in zwei Schichten ein (12 Stunden Dienst, 12 Stunden Pause) und bargen mit großen Anstrengungen alle menschlichen Überreste an der Absturzstelle. Manche Leichen waren unter tonnenschweren Rumpfteilen und den Flügeln eingezwängt. Viel Kraft war nötig, sie freizugraben und herauszuziehen.
(…) Alle Leichen und Körperteile wurden vor Ort von Fotografen der U.S. Navy fotografiert, die mit uns zusammenarbeiteten. Das Personal der U.S. Navy half uns auch, die Leichen zu sammeln und in Leichensäcke zu verpacken, was sehr anstrengend war.
Später fraßen Raubmöwen die Leichen vor unseren Augen. Das war schwer auszuhalten, außerdem zerstörten sie so die Chancen auf eine Identifizierung. Wir versuchten, sie zu verscheuchen, wir schossen mit Leuchtpistolen, ebenfalls ergebnislos. Schließlich türmten wir alle Leichen in ihren Leichensäcken auf elf große Haufen (…) und bedeckten sie mit Schnee, um die Vögel von ihnen abzuhalten. Dazu mussten wir die oberste Schicht des Schnees an der Absturzstelle aufbrechen. (…) Sobald das Wetter aufklaren würde und die Hubschrauber wieder zur Absturzstelle zurückkehren konnten, würden wir sie wieder ausgraben. Diese Arbeit führte uns an unsere Grenzen.
Als wir fast fertig waren, schnitt uns schlechtes Wetter ab. Zu dem Zeitpunkt erlaubten NZPO2 und ich, den Schnaps auszugeben, der den Absturz überstanden hatte, und wir feierten eine Party (makaber, aber wir mussten einfach Dampf ablassen).
Uns gingen die Zigaretten aus. Wir sammelten alle privaten Vorräte ein, von Zivilisten und Polizisten, sodass wir die Zigaretten gerecht verteilen konnten. Als das Wetter aufklarte, konnten die Hubschrauber zurückkehren. Wir konnten die Leichenhaufen in Frachtnetze packen, die die Hubschrauber nach McMurdo brachten. Die Zahl der Einsatzkräfte sank mit jedem Hubschrauberflug und die verbliebenen Männer mussten um so härter anpacken. Es war anstrengend, die Leichen auszugraben und zu verladen und auch gefährlich, weil die Rotoren der Hubschrauber Trümmer von der Absturzstelle aufwirbelten. Alle, die an diesem Einsatz beteiligt waren, gingen Risiken ein. Die Zivilisten von McDonnell Douglas, MOT und das Personal der US Navy waren die ersten, die die Stelle verließen und der Polizei mit dem DSIR folgten. Ich bin stolz auf meinen Dienst und auf den meiner Kollegen am Mount Erebus.“

R. S. Mitchell und J. Morgan erhielten für ihren Dienst im Zusammenhang mit dem Unfall den Order of the British Empire. Im Jahr 2006 wurde die New Zealand Special Service Medal (Erebus) geschaffen, die Teilnehmern an der Bergungsaktion, darunter auch US-Amerikaner, in Anerkennung ihrer Dienste verliehen wird.

## Untersuchungen des Flugunfalls

### Offizieller Bericht
Der Unfallbericht des neuseeländischen Chefermittlers für Flugunfälle Ron Chippindale wurde am 12. Juni 1980 veröffentlicht. Er nannte einen Pilotenfehler als die Hauptursache des kontrollierten Fluges in den Boden und wies die Schuld Collins zu, der entschieden hatte, unter die übliche minimale Flughöhe zu sinken und in dieser Höhe den Flug fortzusetzen, ohne die genaue Position des Flugzeuges zu kennen. Die Flugvorschriften untersagten einen Passagierflug unter einer Flughöhe von 6000 Fuß (rund 1830 m) auch unter guten Sichtflugverhältnissen, doch das Zusammenwirken verschiedener Faktoren veranlasste den Kapitän zur Annahme, das Flugzeug befände sich über dem Meer in der Mitte des McMurdo-Sund, wo sich nur wenige flache Inseln befinden. Dazu kam, dass frühere Flug-901-Piloten regelmäßig in geringer Höhe flogen, um den Passagieren einen guten Blick zu ermöglichen. Dies wurde durch Fotos in Air New Zealands eigenem Flugmagazin und durch Aussagen von Personal in der Basis in Neuseeland bestätigt.

### Mahon-Untersuchung
Auf Druck der Öffentlichkeit setzte die neuseeländische Regierung eine weitere Untersuchung an. Sie wurde durch den Richter Peter Mahon durchgeführt, der später für seine Verdienste geehrt wurde.
Mahons Bericht wurde am 27. April 1981 veröffentlicht. Mahon sprach die Besatzung von der Schuld frei und stellte fest, dass der einzige und wesentliche Grund für die Katastrophe die Änderung der Flugplankoordinaten im Bodennavigationscomputer war, von der Air New Zealand die Piloten nicht unterrichtet hatte. Der neue Flugplan lenkte das Flugzeug direkt in den Berg, statt es an dessen Flanke entlangzuführen. Aufgrund der Whiteout-Bedingungen, „einem böswilligen Trick des polaren Lichts“, konnte die Crew den Berg nicht erkennen, obwohl sie direkt darauf zuflog. Außerdem sind die Piloten möglicherweise einem seltenen meteorologischen Phänomen aufgesessen, das man sector whiteout nennt und das die Illusion eines flachen, weit entfernten Horizontes schafft, im konkreten Fall offenbar der Blick durch eine Wolkenlücke auf das entfernt liegende Ross-Schelfeis und die Gegend dahinter. Mahon stellte fest, dass die Flugzeugbesatzung mit ihren vielen tausend Flugstunden Erfahrung ausreichend mit der Genauigkeit des Trägheitsnavigationssystems des Flugzeuges vertraut war. Mahon stellte auch fest, dass die Funkzentrale in McMurdo Station Flugkapitän Collins genehmigt hatte, auf eine Flughöhe von 1500 Fuß (rund 450 m) zu sinken, unter die Sicherheitsgrenze.
In Abschnitt 377 seines Berichtes stellt Mahon die These auf, dass die Geschäftsleitung der Fluggesellschaft und die Chefpiloten gemeinsam versuchten, ihre Schuld kleinzureden, und warf ihnen „an orchestrated litany of lies“ (ein sorgfältig inszeniertes Lügengebäude) vor, indem Beweise zurückgehalten und die Ermittler belogen worden seien. Mahon stellte fest, dass der ursprüngliche Bericht Chippindales wenig Verständnis für die Fliegerei mit großen Passagiermaschinen zeigt, da er und die Flugsicherheitsbehörden Neuseelands normalerweise nur bei Flugunfällen mit kleinen Luftfahrzeugen ermittelten. Chippindales Ermittlungstechniken wurden als nicht gründlich genug kritisiert, da er Irrtümer und ausschließbare Ermittlungslücken in den Berichten in Kauf genommen habe. Mahon wies darauf hin, dass Chippindale konsequent die Bedeutung der Flugplanänderung und die besonderen meteorologischen Bedingungen in der Antarktis ausgeblendet habe. Hätten die Piloten von der Flugplanänderung gewusst, wäre nach Mahons Erkenntnissen der Unfall vermieden worden.

### Gerichtsverfahren
Air New Zealand klagte gegen die von Mahon niedergeschriebenen Erkenntnisse vor dem Court of Appeal, der die Kostenfestsetzung gegen die Fluggesellschaft aufhob. Mahon wiederum legte Berufung zum Privy Council in London ein. Seine Feststellung zur Ursache des Unfalls, vor allem bezüglich der nächtlichen Neuprogrammierung des Flugplans, von dem die Crew nicht unterrichtet worden war, waren nicht Gegenstand der Klage vor dem neuseeländischen Court of Appeal und wurden deswegen auch nicht vor dem Berufungsgericht in London verhandelt. Seine Feststellung, dass der Absturz das Ergebnis der Irreführung der Piloten gewesen sei und kein Pilotenfehler, blieb daher bestehen. Die Direktoren der Fluggesellschaft waren jedoch der Meinung, dass Mahon seine Kompetenzen überschritten habe, als er in seinem Bericht feststellte, es gebe eine Konspiration, mit der Air New Zealand die Fehler des Bodenpersonals vertuschen wolle. Die Richter in London wiesen am 20. Oktober 1982 Mahons Berufungsantrag zurück und bestätigten die Entscheidung des Court of Appeal. Der Sachbuchschriftsteller John King schrieb in seinem Werk New Zealand Tragedies, Aviation:
„Sie zerstörten seinen Fall Punkt für Punkt, einschließlich Beweisstück 164, von dem sie sagten, es könne von ‚keinem erfahrenen Piloten als zu Navigationszwecken beabsichtigt verstanden werden‘, und gingen noch weiter, indem sie sagten, dass es keinen klaren Beweis gebe, worauf man Ergebnisse stützen könne, nach denen es jemals einen Plan der Vertuschung durch die Firmenleitung gegeben habe.“
„Exhibit 164“ war ein fotokopiertes Diagramm des McMurdo-Sunds, auf dem eine südwärts gerichtete Flugroute westlich an der Ross-Insel vorbeiführte und der nordwärts gerichtete Pfad im Osten. Das Diagramm reichte nicht weit genug nach Süden, um zu zeigen, wo beide Routen sich trafen, wenn überhaupt. Es wurde allerdings bewiesen, dass das Diagramm Bestandteil der Unterlagen war, die die Crew bei dem Briefing vom 9. November erhalten hatte.
Mahons Bericht wurde schließlich 1999 durch den damaligen Verkehrsminister Maurice Williamson dem neuseeländischen Parlament vorgelegt.

## Folgen des Absturzes
Der Absturz von Flug 901 ist zusammen mit dem Hawke’s-Bay-Erdbeben von 1931 und dem Christchurch-Erdbeben vom Februar 2011 eine der Katastrophen in der Geschichte Neuseelands mit den meisten Opfern (zum Teil wird noch der Untergang der nach Neuseeland fahrenden Cospatrick dazugezählt). Ein hölzernes Kreuz wurde oberhalb von Scott Base errichtet, um an die Opfer zu erinnern. Es wurde 1986 durch ein Kreuz aus Aluminium ersetzt, da das Holzkreuz durch die Kälte, Wind und Feuchtigkeit vermoderte.
Das Wrack des Flugzeuges liegt noch fast vollständig an der Unfallstelle an der Flanke von Mount Erebus und ist üblicherweise von Schnee und Eis bedeckt. Wenn der Schnee im antarktischen Sommer manchmal taut, ist es aus der Luft sichtbar. Das Luftfahrzeugkennzeichen der verunglückten Maschine, ZK-NZP, wurde nicht wieder ausgegeben.
Eine Fernsehserie mit dem Titel Erebus: The Aftermath, die die Untersuchung des Unfalls und der Royal Commission of Inquiry aufarbeitete, wurde 1988 in Neuseeland und Australien ausgestrahlt.
Die Redewendung an orchestrated litany of lies fand für mehrere Jahre den Weg in die populäre Kultur Neuseelands.
Anlässlich des Geburtstages von Königin Elisabeth II. wurde Gordon Vette im Juni 2007 zum Officer of the New Zealand Order of Merit ernannt, womit man seine Dienste bei der Unterstützung Richter Mahons während der Untersuchung der Katastrophe am Mount Erebus ehrte. Vettes Buch Impact Erebus kommentiert den Flugverlauf, den Absturz und die nachfolgende Untersuchung.
Am 1. Dezember 2019 baten die neuseeländische Ministerpräsidentin Jacinda Ardern (für die Regierung Neuseelands) und Air New Zealand erstmals förmlich bei den Hinterbliebenen der Katastrophenopfer um Entschuldigung.